# UGC 9128
UGC 9128 è una galassia nana irregolare situata nella costellazione del Boote alla distanza di circa 7,8 milioni di anni luce dalla Terra.
Il suo diametro è stimato in circa 3.300 anni luce e conterrebbe circa 100 milioni di stelle.
Si trova ai confini del Gruppo Locale di cui non farebbe parte, ma sarebbe un membro di un ristretto gruppo di galassie denominato TSK2008 229 che annovera anche la galassia GR 8 (o UGC 8091).